# Белведере (Павија)
Белведере је насеље у Италији у округу Павија, региону Ломбардија.
Према процени из 2011. у насељу је живело 72 становника. Насеље се налази на надморској висини од 62 м.